# Perizoma schistacea
Perizoma schistacea är en fjärilsart som beskrevs av John Henry Leech 1897. Perizoma schistacea ingår i släktet Perizoma och familjen mätare. Inga underarter finns listade i Catalogue of Life.